# Драган Недељковић
Драган Недељковић (Равње, 2. август 1925 — Београд, 5. јун 2015) био је српски слависта, професор универзитета у Београду, Бордоу и Паризу.

## Биографија
Рођен је у селу Равње у Мачви, од оца Растка, трговца, и мајке Јелене. Основну школу и гимназију је завршио у Руми. Током Другог светског рата био је на Сремском фронту као војник. Студирао је у Београду, а упоредну и француску књижевност студирао је на Сорбони. Докторирао је 1957. у Стразбуру, а француски државни докторат је стекао у Бордоу. Био је редовни члан Европске академије наука, уметности и књижевности са седиштем у Паризу. Био је председник Српског народног покрета „Светозар Милетић“.
Објавио је око 400 стручних, научних и књижевних радова. Написао је трилогију светлости коју чин књиге „Издалека - светлост“ (1996), „Светлост изблиза“ (2000) и „Из дубине светлост - у предворју смрти“ (2003).
Сахрањен је на Новом гробљу у Београду.